# Óðr

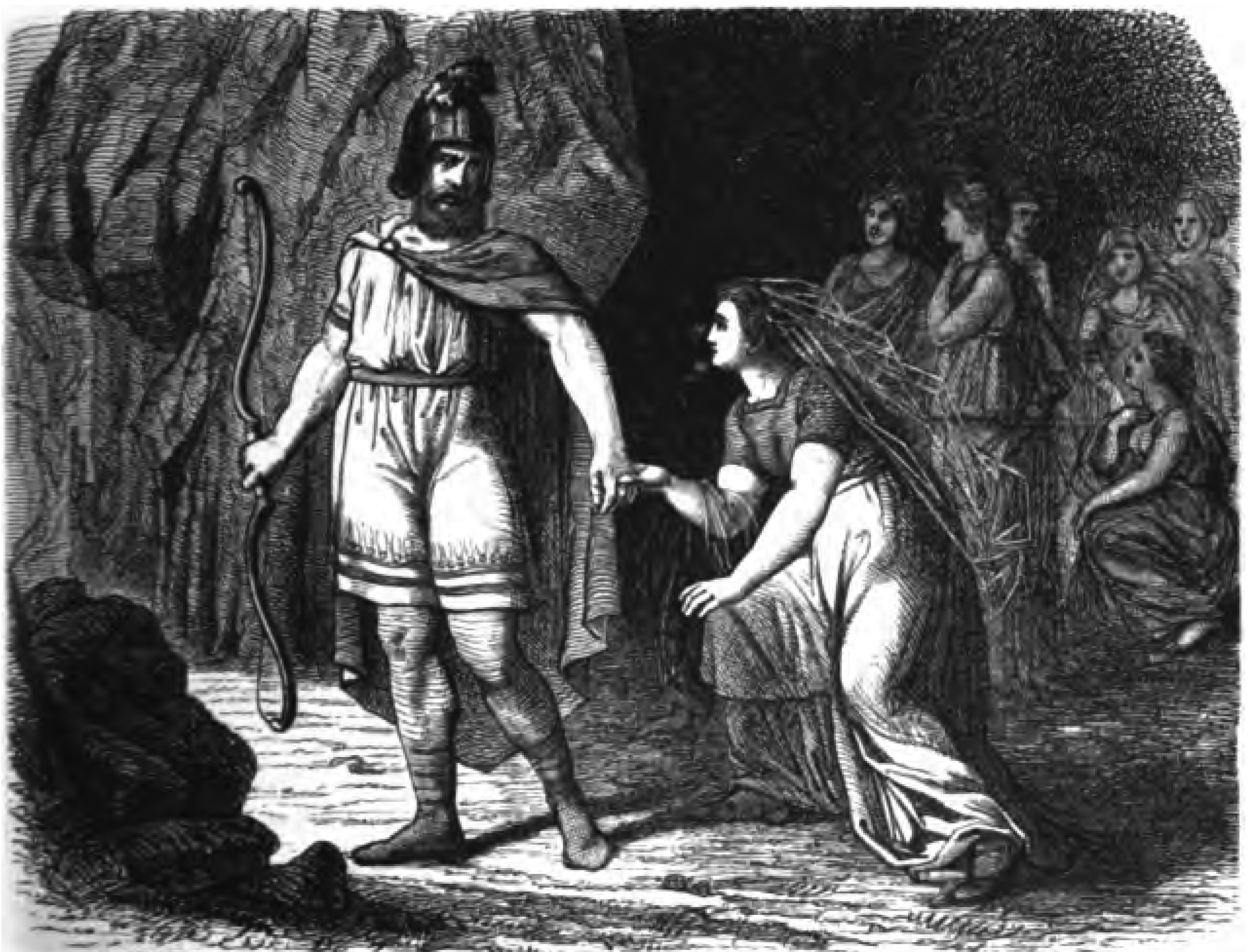
Odr, esposo de la diosa de la fertilidad Freya según la mitología nórdica

Óðr (Odr) es el esposo de Freyja en la mitología nórdica. Aunque el significado mitológico preciso es incierto, la palabra en si significa "ingenio" o "alma" y es usada en compuestos para decir "poder feroz" o "energía" (del protogermánico *wōþuz; comparar también la etimología de Odín.)
Snorri Sturluson lo describe de este modo en su Edda prosaica:
Freyja es la de cuna más noble (junto a Frigg): está casada con un hombre llamado Odr. Sus hijas son Hnoss y Gersemi: ellas son tan hermosas, que todas las cosas bellas y preciosas son llamadas hnossir y gersemir. Odr viaja por largas jornadas, y Freyja lloraba por él, y sus lágrimas son oro rojo. Freyja tiene muchos nombres, y esto se debe a que adquiría diferentes nombres cuando viajaba entre gente desconocida buscando a Odr: es llamada Mardöll, Hörn, Gefn y Sýr. Freyja tenía el collar Brisingamen. También es llamada, "la Dama de los Vanir".
Muchos han remarcado que Freyja y Frigg eran casi dos versiones de una misma diosa. Además, Óðr era uno de los nombres de Odín, y este último era esposo de Frigg. También Odín se iba a menudo a largos viajes bajo diferentes nombres. No es improbable que este extracto describa la relación entre Frigg y Odín.